# Anabarhynchus setulosus
Anabarhynchus setulosus är en tvåvingeart som beskrevs av Lyneborg 2001. Anabarhynchus setulosus ingår i släktet Anabarhynchus och familjen stilettflugor. Inga underarter finns listade i Catalogue of Life.